# Équipe de Tchéquie féminine de rugby à XV
L'équipe de Tchéquie de rugby à XV féminin est une sélection des meilleures joueuses de Tchéquie pour disputer les principales compétitions internationales ou affronter d'autres équipes nationales en test matchs. Elle a notamment joué le premier match international de rugby à XV féminin en 2004.

## Histoire
L'équipe de Tchéquie remporte son premier match international officiel de rugby à XV féminin en 2018, à Yverdon-les-Bains, face à la Suisse sur le score de 10 à 5.